# Indische Katholieke Partij

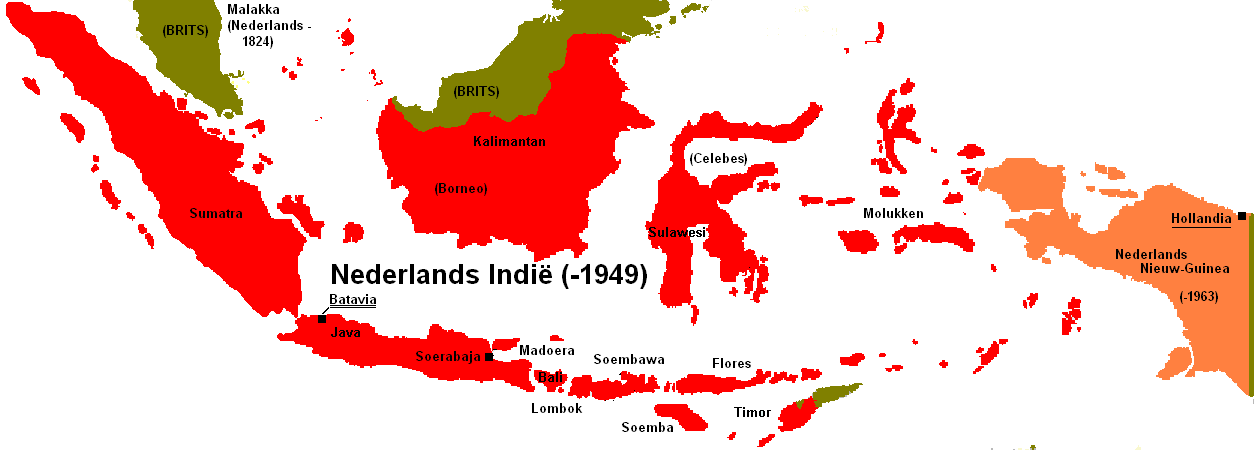
Kaart van Nederlands-Indië

De Indische Katholieke Partij (IKP) was een politieke partij in het voormalig Nederlands-Indië.

## Geschiedenis

### Achtergrond
Vanaf het tweede decennium van de 20e eeuw begonnen zich politieke partijen in Nederlands-Indië. Het was een reactie op het ontstaan van nationalistische inheemse bewegingen, zoals Sarekat Islam. Een andere stimulerende factor was de instelling van de Volksraad in 1918 door het koloniale bestuur. De macht van de Volksraad bleef beperkt, aangezien zij slechts adviesrecht had. De Volksraad bestond uit zestig leden, 25 uit verschillende inheemse bevolkingsgroepen, 25 Nederlanders en 5 uit Chinese en andere bevolkingsgroepen. Een deel van de Raad werd benoemd door de gouverneur-generaal van Nederlands-Indië.

### Ontstaan

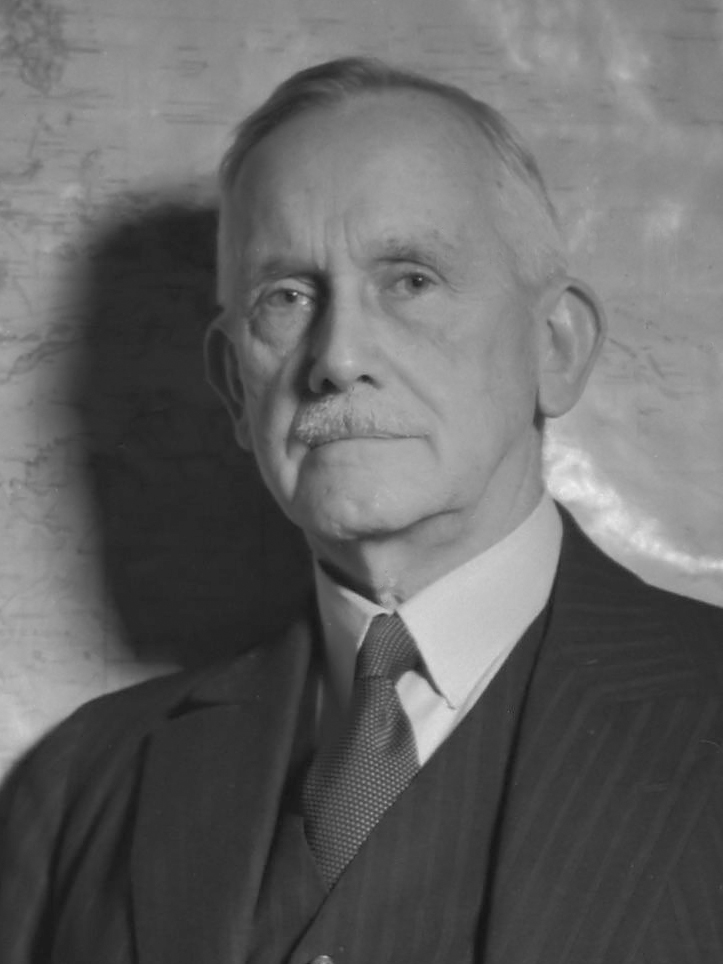
Oprichter Joseph Schmutzer in 1945

De basis van de IKP werd gelegd tijdens de gemeenteraadsverkiezingen in Batavia in juli 1917. Een week voor de verkiezingen werd de Katholieke Vereeniging voor Politieke Actie opgericht. Het was te kort dag om voet aan de grond te krijgen en de nieuwe partij wist geen zetels te behalen. De politieke basis voor een eigen rooms-katholieke partij was wel gelegd. De verkiezingen voor de eerste Volksraad werden in oktober van datzelfde jaar gehouden. De rooms-katholieken schoven Josef Schmutzer en Paul Karthaus naar voren. Geen van hen werd rechtstreeks gekozen, maar Schmutzer werd later alsnog benoemd door de gouverneur-generaal.
Louis Jean Marie Feber maakte begin 1918 een promotietour wat leidde tot genoeg steun voor een eigen partij.  Op 7 november 1918 was de Indische Katholieke Partij een feit. De machtsbasis van de IKP lag op Java, en met name in de hoofdstad Batavia. Buiten Java waren er afdelingen in Makassar, Medan, Palembang, Bukittinggi en Sawahlunto. In 1938 had de partij 34 afdelingen. In het eerste decennium was Schmutzer de centrale leider, maar deze keerde in 1930 terug naar Nederland. In de laatste jaren voor de oorlog (1936-1941) werd de partij geleid door de schoolleraar Piet Kerstens.

### Affaire-Ten Berge

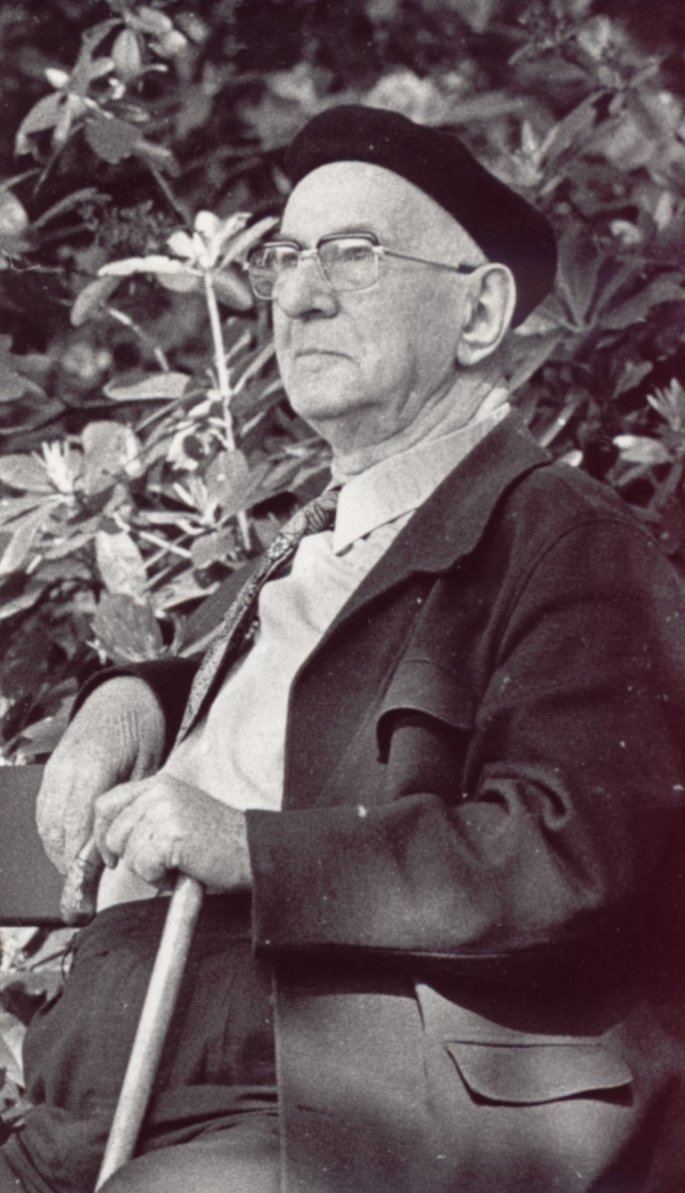
Jan ten Berge

In de eerste helft van de jaren dertig was de partij verwikkeld in een conflict rond de priester Jan ten Berge. Wat deze in het  Nederlandse  jezuïetenblad Studiën over de profeet Mohammed schreef zorgde voor grote opschudding. Hij portretteerde Mohammed als "anthropomorphist", de "onwetende Arabier" en "de grove wellusteling" die het met vrouwen en seksuele betrekkingen niet zo nauw nam. Dat de Koran leert dat Jezus niet gekruisigd is, noemde hij een "trouvaille van den weinig origineelen geest van Mohamed", omdat die ontleend zou zijn aan de opvattingen van de sekte van het docetisme. 
De inhoud van het artikel bereikte ook Nederlands-Indië. In de Volksraad maakte Wiwoho Poerbohadidjojo, lid van de Jong Islamieten Bond, bezwaar tegen de terminologie. Hij diende een officieel protest in, maar de Nederlandse regeringsgemachtigde Herman Kiewiet de Jonge benadrukte dat het om een wetenschappelijke publicatie in Nederland ging. Hij vond wel dat het artikel enkele minder gelukkige uitdrukkingen bevatten. Het leidde tot een waarschuwing aan het adres van Ten Berge om "het afkeurswaardige zijner woorden ernstig onder het oog te brengen". Bovendien mochten er geen exemplaren, overdrukken of vertalingen van de artikelen in Studiën in Nederlands-Indië meer worden verspreid. De affaire leidde zowel tot protesten van beledigde moslims als Rooms-katholieken die vonden dat de overheid zich niet moest bemoeien met de inhoud van geloofsgerelateerde artikelen.
Wat echter voor veel meer onrust zorgde binnen de IKP was de milde veroordeling van het eigen Volkraadslid Jean Adrien Monod de Froideville die de beledigde inhoud van het artikel betreurde en publiekelijk instemde met de acties van de overheid tegen het blad. De apostolisch vicaris van Batavia Anton van Velsen  kon zich helemaal niet vinden in het overheidsoptreden en nam het Monod de Froideville kwalijk dat hij nooit met hem overlegd had voordat hij afstand nam van Ten Berge. De leiding van de IKP kon zich vinden in zijn reactie, maar binnen de partij was veel kritiek. De partijleiding stapte uiteindelijk op in december 1932, maar G. Pastor en Monod de Froideville bleven tot 1935 deel uitmaken van de Volksraad.

### Na de oorlog
In september 1946 maakte de IKP een doorstart onder de naam Indische Katholieke Volkspartij met het voormalige Volksraadslid Pastor als voorzitter. Op het moment van oprichting had de partij rond de duizend leden. In januari 1947 werd de “nieuwe” partij vereerd met een bezoek van Carl Romme, leider van de Nederlandse Katholieke Volkspartij. De IKVP wilde stemrecht voor de Nederlandse militairen in Indonesië. Na de overdracht van de kolonie stierf de IKPV een stille dood.

## Zusterpartij
Het rooms-katholieke deel van de bevolking maakte in de periode 1927-1940 een snelle groei door. Onder de Indische Europeanen groeide het aantal katholieken van ongeveer zestigduizend naar negentigduizend, onder de inheemse bevolking groeide het aantal Katholieken van ongeveer 200.000 naar meer dan een half miljoen. Toch werd het kader van de IKP vooral gevormd door totoks, de aanduiding voor Nederlanders die veelal voor een korte tijd in Nederlands-Indië verbleven en vaak werkzaam waren in snelgroeiende aantal plantages. Er waren nauwe banden met de RKSP in het thuisland. In de Volksraad had de partij altijd, afgezien van de eerste zittingstermijn, twee tot drie van de zestig zetels in handen.
In juni 1923 werd er een Javaanse zusterorganisatie van de IKP gelanceerd onder de naam "Javaanse Katholieke Politieke Vereniging" (Javaans: Pakempalan Politik Katolik Djawi, PPKD), een voorloper van de Katholieke Partij. De partij bleef smal en telde ongeveer duizend leden, vooral onder de rooms-katholieke autochtone middenklasse op Java. Gouverneur-generaal Dirk Fock benoemde in 1924 Raden Mas Soejadi Djajasepoetra in de Volksraad. Hij voegde zich bij de IKP-fractie. Soejadi was geen nationalist, maar zette zich wel in voor verbeteringen in de omstandigheden van de autochtone bevolking. Hij wilde meer onderwijs in lokale talen, hoewel hij erkende dat het Nederlands als taal nodig bleef. Hij pleitte daarom tot meer toegang voor de Indonesische bevolking tot de elitaire Nederlandstalige scholen. In de periode 1927-31 had de autochtone rooms-katholieke bevolking geen vertegenwoordiger in de Volksraad. De PPKD wijzigde in 1930 haar naam in "Indonesische Katholieke Politieke Vereniging" (Indonesisch: Persatuan Politik Katolik Indonesia, PPKI).
Op verzoek van de PPKI werd Ignatius Joseph Kasimo Hendrowahyono in 1931 tot lid van de Volksraad benoemd. Hij maakte daar tot de Japanse bezetting deel van uit. In 1936 ondertekende hij de Petitie-Soetardjo waarin werd opgeroepen tot een conferentie die binnen tien jaar moest leiden tot Indonesische autonomie binnen een Nederlands-Indonesische unie. Door deze actie, en omdat Kasimo zich in 1939 bij de nationalistische GAPI voegde, vervreemde hij zich van de Indische Katholieke Partij die zich onder leiding van Kerstens in een steeds conservatievere richting ontwikkelde.

## Standpunten
In het politieke programma werd de wens uitgesproken dat de overheid de missie zou ondersteunen, in zoverre het bijdroeg aan de ontwikkeling van de lokale bevolking. Ook was de partij voor afschaffing van artikel 123 van de Indische grondwet. Door dat artikel was het voor protestanten en rooms-katholieken verboden om in dezelfde gebieden zending te bedrijven. Op sociaal vlak keerde partij zich tegen hoge rentetarieven en oneerlijke economische competitie. Met het oog op het toekomstig bestuur van Nederlands-Indië werd er gepleit voor meer autonomie voor de districten en regio's. Hierdoor zou de invloed van het Europese thuisland wel afnemen, maar dit was acceptabel voor de Euroaziaten die in de kolonie geboren waren. Over onafhankelijkheid werd niet gesproken.